# Rikard od Cornwalla
Rikard od Cornwalla i Poitoua (* 5. siječnja 1209. u Winchesteru; † 2. travnja 1272.) je bio sin engleskoga kralja Ivana bez Zemlje i mlađi brat kralja Henrika III.; grof od Poitoua od 1225., grof od Cornwalla od 1227. i rimsko-njemački kralj (1257. – 1272.).  
Rikardovi prihodi s njegovog zemljoposjeda u Cornwallu učinili su ga veoma bogatim pa su ga smatrali jednim od najbogatijih ljudi u Europi tog vremena. Usprkos tome što je lojalno služio svoga brata Henrika te u njegovu korist sudjelovao u ratovima u Poitou i Bretanji odnosi između braće bili su povremeno napeti. Rikard se tri puta pobunio protiv brata ali se svaki puta iskupio bogatim darovima.
Vjenčanjem njemačko-rimskoga cara Fridrika II. s njegoovm sestrom Izabelom godine 1235., Rikard je postao njegovim šurjakom. Pokušao je pomiriti cara s papom Grgurom IX. koji ga je izopćio iz Crkve. 
Protivno želji brata Henrika koji mu je uredio puno unosniju ženidbu, on se 1231. vjenčao s Isabel Marshal, udovicom Gilberta de Clare, petog grofa od Hertforda. Iste godine stekao je dvorac Wallingford i utrošio mnogo novaca kako bi ga uredio. S Isabel je imao četvero djece od kojih je jedino preživio sin Henrik. Nakon smrti supruge Isabele 1240. godine Rikard odlazi u Šesti križarski rat u Svetu zemlju. Nije sudjelovao u borbama ali je sudjelovao u pregovorima oko puštanja zarobljenika koji su bili zarobljeni u bitci kod Gaze 1239. godine. Obnovio je tvrđavu Aškelon koju je uništio Saladin. Na povratku iz Svete zemlje posjetio je svoju sestru Isabelu, suprugu cara Fridrika II.
Rikard se suprotstavljao braku svoje sestre Eleanor sa Simonom de Montfortom, šestim grofom od Leicestera pa je zbog toga 1238. pokrenuo pobunu čije je posljedice opet morao zataškati bogatim darovima. 1240. Rikard je ponovno krenuo u Križarski rat, a po povratku se ponovo oženio.
Zbog nasljednih prava svoje majke na posjede u Akvitaniji i Poitouu Rikard je istakao svoje pravo na te feude zbog čega je došao u sukob s francuskim kraljem Lujem IX. Zbog toga je na poticaj svog očuha Huga X. Lusignana ušao u vojni sukob u kojem je doživio fijasko baš zbog izdaje tog istog očuha. Papa je Rikardu nudio Kraljevinu Siciliju, što je on odbio, a isto kraljevstvo je kasnije njegov brat Henrik kupio za svoga sina Edmunda. 
Njegov brat engleski kralj Henrik III. povjerio mu je upravljanje nad financijskim sredstvima za križarske ratove i nad kraljevskom kovnicom novca. Rikard se pokazao sposobnim upraviteljem što je samo još povećalo njegov imetak. 
Nakon smrti njemačkog kralja Vilima Nizozemskog godine 1257. došlo je do dvostrukog izbora; engleska stranka (trojica knezova izbornika)izabrala je Rikarda za kralja, što je on kupio plativši im 28.000 maraka. Druga je pak stranka je za kralja izabrala kastilskog kralja Alfonsa X. Mudrog. Niti jedan niti drugi nisu se mogli nametnuti tako da je u Njemačkoj zapravo vladao interregnum. Rikard je u to doba svega četiri puta kratko posjetio Njemačku. Razdoblje interregnuma završilo je izborom za kralja Rudolfa Habsburškog godine 1272. Njemački izborni knezovi potvrdili su svoju teritorijalnu vlast i postali jedino tijelo koje je biralo kralja. 
Svom bratu engleskom kralju Henriku III pridružio se u suzbijanju pobune Simona de Montforta između 1264. i 1267. Nakon poraza u bitci kod Lewesa Rikard se dao u bijeg, ali je otkriven te je, kao i njegov brat Henrik, zarobljen. U zatočeništvu je bio do 1265. kada je oslobođen nakon pobjede Henrikovog sina Edvarda. Umro je 2. travnja 1272. u dvorcu Berkhamsted u Hertfordshireu.
Rikard se ženio tri puta: 1231. s Izabelom od Pembrokea († 1240.), 1243. sa Sančom od Provanse († 1261.) i 1269. s Beatrix od Falkenburga († 1277.).

## Vanjske poveznice
- Genealoška tablica - geneal.net (engl.)

| Prethodnik Vilim Nizozemski | rimsko-njemački kralj (1256. – 1272.) | Nasljednik Alfons X. Mudri |